# Nœud de ride
Le nœud de ride (Matthew Walker knot en anglais) est un nœud d'arrêt.

## Nouage
Ce nœud se réalise avec les brins (torons) du même cordage ou avec des brins indépendants, plus leur nombre est élevé plus le nœud est difficile à mettre en place et à serrer.

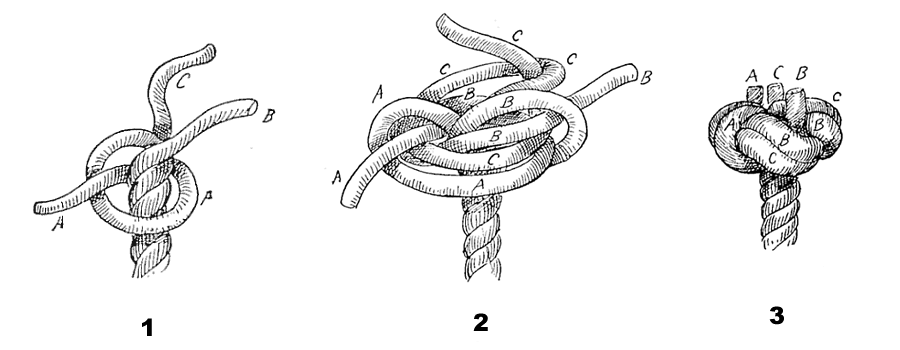

## Usage

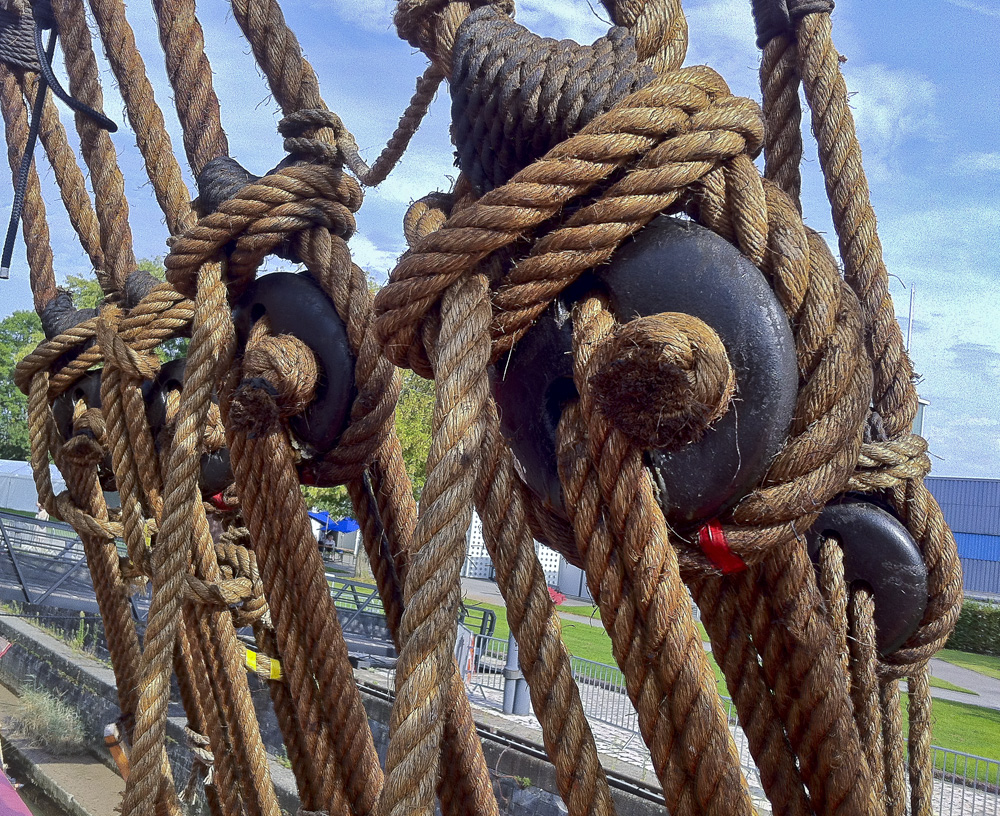
Nœuds de ride sur les caps de mouton de bas hauban de L'Hermione à Rochefort (Charente Maritime)

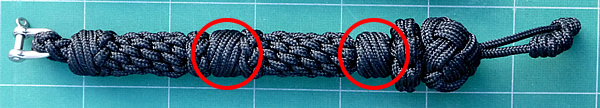
Nœud de ride (entourés en rouge) sur une corde de cloche.

À l'époque de la voile traditionnelle, alors que le gréement dormant se composait de cordages en chanvre, les haubans étaient tendus par des rides qui passaient dans les trous des caps de mouton. Dans le trou de départ, la ride était arrêtée par un nœud de ride. Ce nœud était confectionné avec les torons du cordage servant de ride.

Réalisé avec un nombre de brins plus important, il fait un excellent nœud décoratif, par exemple sur une corde de cloche.